# Supercopa de Europa 1991
La Supercopa de Europa 1991 fue la 16.ª edición de la Supercopa de Europa que se disputaba anualmente entre los ganadores de la Copa de Europa y de la Recopa de Europa.
La competición la jugaron el Estrella Roja de Belgrado campeón de la Copa de Europa 1990-91 y el Manchester United vencedor de la Recopa de Europa 1990-91.
Se disputó a un solo partido debido al conflicto armado de la Guerra de los Balcanes.
La final, disputada en el estadio de Old Trafford, acabó con victoria del Manchester United por 1 a 0, consiguiendo así su primer título en esta competición.

## Equipos participantes
| Estrella Roja de Belgrado |  | Yugoslavia |  | Campeón de la Copa de Europa (1990-91)   |
| Manchester United         |  | Inglaterra |  | Campeón de la Recopa de Europa (1990-91) |

## Detalles del encuentro
| 19 de noviembre de 1991 | Manchester United   | 1:0 (0:0) | Estrella Roja | Old Trafford, Mánchester                                                      |                                                                               |
| 19:15 GMT               | - Brian McClair 67' | Reporte   |               | Asistencia: 22.110 espectadores Árbitro(s): Mario van der Ende (Países Bajos) | Asistencia: 22.110 espectadores Árbitro(s): Mario van der Ende (Países Bajos) |

| 1          | POR        | Peter Schmeichel   |     |
| 2          | DEF        | Lee Martin         | 71' |
| 3          | DEF        | Denis Irwin        |     |
| 4          | DEF        | Steve Bruce        |     |
| 5          | DEF        | Neil Webb          |     |
| 6          | MED        | Gary Pallister     |     |
| 7          | MED        | Andrei Kanchelskis |     |
| 8          | MED        | Paul Ince          |     |
| 9          | DEL        | Brian McClair      |     |
| 10         | DEL        | Mark Hughes        |     |
| 11         | DEL        | Clayton Blackmore  |     |
| Entrenador | Entrenador | Alex Ferguson      |     |

| 1          | POR        | Zvonko Milojević   |     |
| 2          | DEF        | Duško Radinović    |     |
| 3          | DEF        | Goran Vasilijević  |     |
| 4          | DEF        | MIroslav Tangja    |     |
| 5          | DEF        | Miodrag Belodedici |     |
| 6          | MED        | Ilija Najdoski     |     |
| 7          | MED        | Vlada Stošić       |     |
| 8          | MED        | Vladimir Jugović   |     |
| 9          | DEL        | Darko Pančev       |     |
| 10         | DEL        | Dejan Savićević    | 82' |
| 11         | DEL        | Siniša Mihajlović  |     |
| Entrenador | Entrenador | Vladimir Popović   |     |

| 16 | MED | Ryan Giggs | 71' |

| 14 | DEL | Ilija Ivić | 82' |

| Anotado | 67' | Brian McClair | 1–0 |

| Amonestado | 2' | Miodrag Belodedici |

| Árbitro | Mario van der Ende |

| 1          | POR        | Peter Schmeichel   |     |
| 2          | DEF        | Lee Martin         | 71' |
| 3          | DEF        | Denis Irwin        |     |
| 4          | DEF        | Steve Bruce        |     |
| 5          | DEF        | Neil Webb          |     |
| 6          | MED        | Gary Pallister     |     |
| 7          | MED        | Andrei Kanchelskis |     |
| 8          | MED        | Paul Ince          |     |
| 9          | DEL        | Brian McClair      |     |
| 10         | DEL        | Mark Hughes        |     |
| 11         | DEL        | Clayton Blackmore  |     |
| Entrenador | Entrenador | Alex Ferguson      |     |

| 1          | POR        | Zvonko Milojević   |     |
| 2          | DEF        | Duško Radinović    |     |
| 3          | DEF        | Goran Vasilijević  |     |
| 4          | DEF        | MIroslav Tangja    |     |
| 5          | DEF        | Miodrag Belodedici |     |
| 6          | MED        | Ilija Najdoski     |     |
| 7          | MED        | Vlada Stošić       |     |
| 8          | MED        | Vladimir Jugović   |     |
| 9          | DEL        | Darko Pančev       |     |
| 10         | DEL        | Dejan Savićević    | 82' |
| 11         | DEL        | Siniša Mihajlović  |     |
| Entrenador | Entrenador | Vladimir Popović   |     |

| 16 | MED | Ryan Giggs | 71' |

| 14 | DEL | Ilija Ivić | 82' |

| Anotado | 67' | Brian McClair | 1–0 |

| Amonestado | 2' | Miodrag Belodedici |

| Árbitro | Mario van der Ende |

|                                     |
|                                     |
| Bandera de Inglaterra               |
| Campeón Manchester United 1º Título |